# Región de Calgary

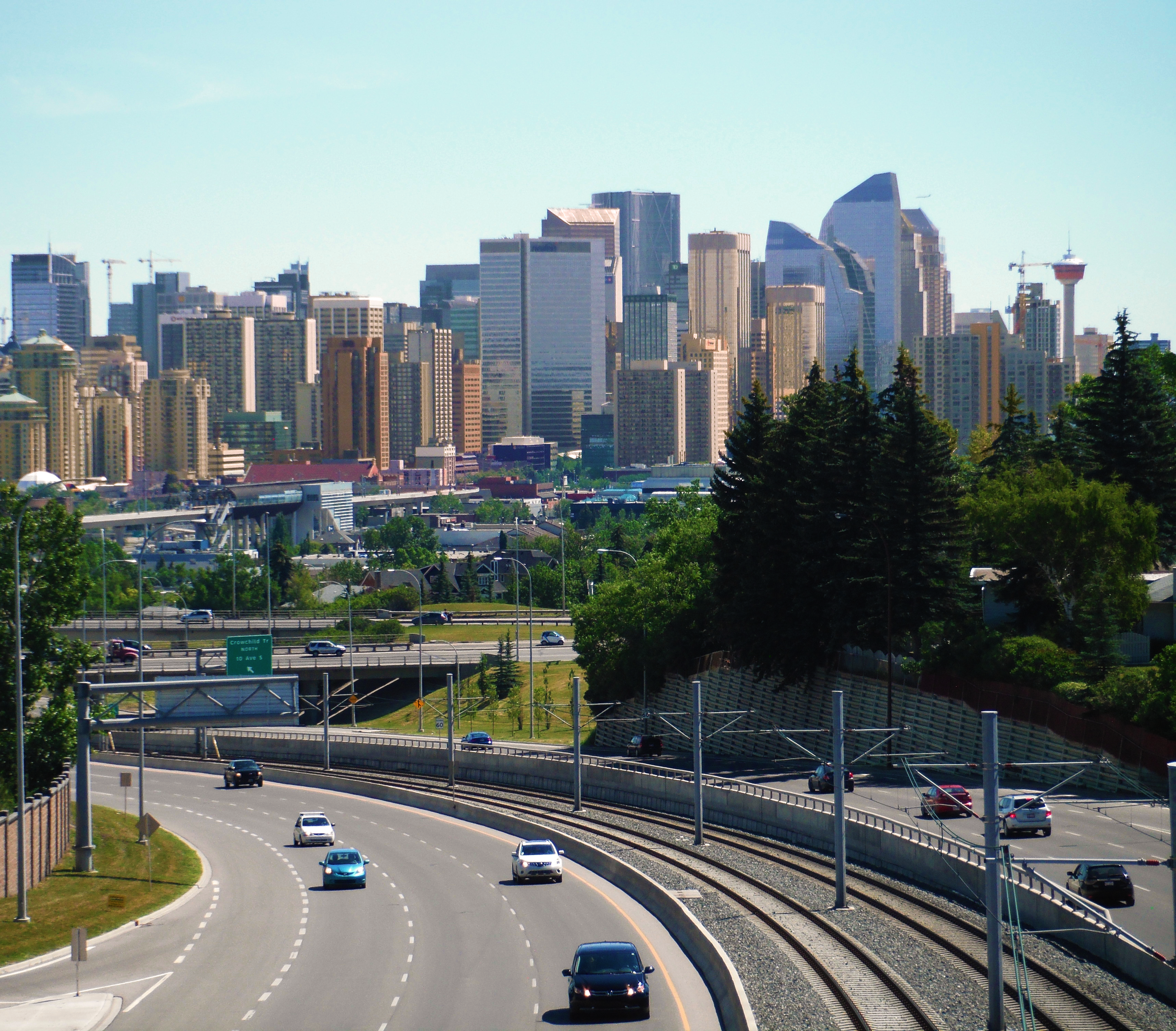
Panorámica de la Ciudad de Calgary

La Región de Calgary es el área metropolitana centrada en torno a Calgary, en la provincia de Alberta, Canadá. Está constituida por la ciudad de Calgary, el condado de Rocky View y los municipios este que abarca, y el Distrito Municipal de Foothills N.º 31 y los municipios que este encierra.
La Región de Calgary es un importante centro de transporte para el sur de Alberta, Saskatchewan, al este de Columbia Británica, y partes del norte de los Estados Unidos. Está servida por el aeropuerto Internacional de Calgary, el tercer aeropuerto más ocupado del país.

## Área metropolitana censal de Calgary (CMA)
El área metropolitana censal de Calgary CMA (determinada por la agencia estatal de estadística Statistics Canada) y la Región de Calgary son entidades diferentes, ya que sus límites no son coincidentes. La CMA de Calgary incluye  9 municipalidades, algunas de las cuales tienen poca o ninguna relación metropolitana con Calgary, en términos de los desplazamientos por motivos laborales o el comercio:
- 2 ciudades (Airdrie y Calgary);
- 1 distrito municipal o condado (condado de Rocky View);
- 4 pueblos (Chestermere, Cochrane, Crossfield e Irricana);
- 1 villa (Beiseker); y
- 1 reserva indígena de Naciones Originarias (Nación Tsuu T'ina).

## Población
Según los resultados del censo de población de 2006, la CMA de Calgary posee 1.079.310 habitantes en una superficie de 5.107,43 km², y la Región de Calgary 1.042.100 habitantes en 8.385,1 km².